# Lotononis carnosa
Lotononis carnosa är en ärtväxtart som beskrevs av George Bentham. Lotononis carnosa ingår i släktet Lotononis och familjen ärtväxter. Inga underarter finns listade i Catalogue of Life.